# Parácuaro (Michoacán)

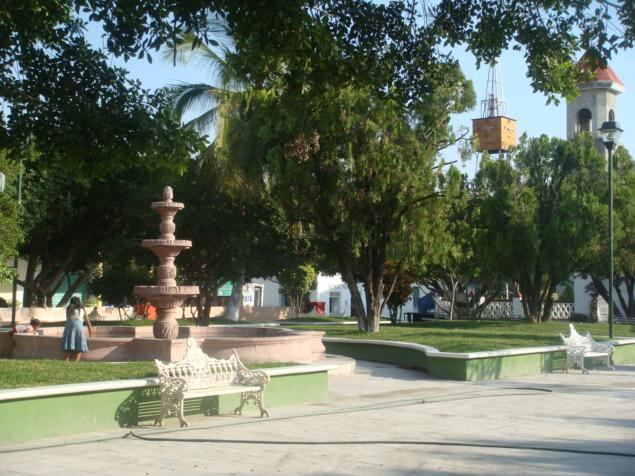
Vista de la plaza de armas de Parácuaro, Michoacán

Parácuaro es la población cabecera del municipio homónimo, en el estado de Michoacán en el oeste de México. 

## Geografía
La localidad se encuentra a una distancia de 200 km de la capital del estado, en las coordenadas geográficas 19°8′46″N 102°13′8″O / 19.14611, -102.21889. Parácuaro está a una altitud de 381 m s. n. m.
Cuenta con un clima de transición templado-cálido. Está rodeado por la Sierra Madre del Sur.

## Población
Cuenta con 3898 habitantes, lo que representa un decrecimiento promedio de -0.09 % anual en el período 2010-2020 sobre la base de los 3932 habitantes registrados en el censo anterior. Ocupa una superficie de 2.129 km², lo que determina al año 2020 una densidad de 1831 hab/km².
| Gráfica de evolución demográfica de Parácuaro entre 2000 y 2020   |
|                                                                   |
| Fuente: Instituto Nacional de Estadística Geografía e Informática |

La población de Parácuaro está mayoritariamente alfabetizada, (5.57 % de personas mayores de 15 años analfabetas, según relevamiento del año 2020), con un grado de escolaridad en torno a los 8.5 años. Solo el 0.77 % se reconoce como indígena. 
El 95.1 % de los habitantes de Parácuaro profesa la religión católica.
En el año 2010 estaba clasificada como una localidad de grado medio de vulnerabilidad social. Según el relevamiento realizado, 1433 personas de 15 años o más no habían completado la educación básica, —carencia conocida como rezago educativo—, y 1705 personas no disponían de acceso a la salud.

## Economía
Las principales actividades económicas de la población son la agricultura y la ganadería.

## Personajes del ámbito artístico y cultural

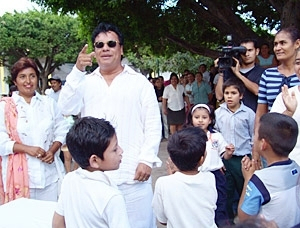
Juan Gabriel en Parácuaro

- Alberto Aguilera Valadez, conocido como Juan Gabriel, cantante, compositor y actor.
- Elpidia Carrillo, actriz de Hollywood y productor de cine internacional.
- Agustín Bernal, actor y productor de cine nacional.
- Cenobio Moreno, quien participó en la revolución mexicana en contra del gobierno del general Victoriano Huerta; junto con varios paracuarenses firmaron el Plan de Parácuaro el 21 de abril de 1913.